# Esposizione nazionale italiana
L'esposizione nazionale italiana fu un ciclo di esposizioni che si tennero sul suolo italiano dall'anno 1861, inizialmente a cadenza decennale, durante il Regno d'Italia. Scopo delle esposizioni fu di costruire e rafforzare lo spirito nazionale e mettere in mostra le più avanzate produzioni nei vari campi dell'industria e del commercio. Alle aziende venivano conferiti riconoscimenti come diplomi, medaglie d'oro o d'argento.
Le esposizioni nazionali ebbero un ruolo importante nella storia dell'economia italiana, della produzione industriale e delle innovazioni tecnologiche.
L'ultima si svolse nel 1911 per il cinquantenario dell'Unità d'Italia, contemporaneamente con eventi nelle tre città che erano state capitali del regno (Torino, Firenze, Roma).

## Storia
La prima esposizione in assoluto realizzata in Italia fu quella di Torino dell'aprile del 1805, nell'ambito dei festeggiamenti per il passaggio di Napoleone, diretto a Milano per la sua incoronazione a re d'Italia. Venne organizzata dalla locale Camera di commercio e vide la partecipazione di 80 artefici e 33 artisti. Nel 1811 e nel 1812 altre due rassegne simili si tennero a Torino.

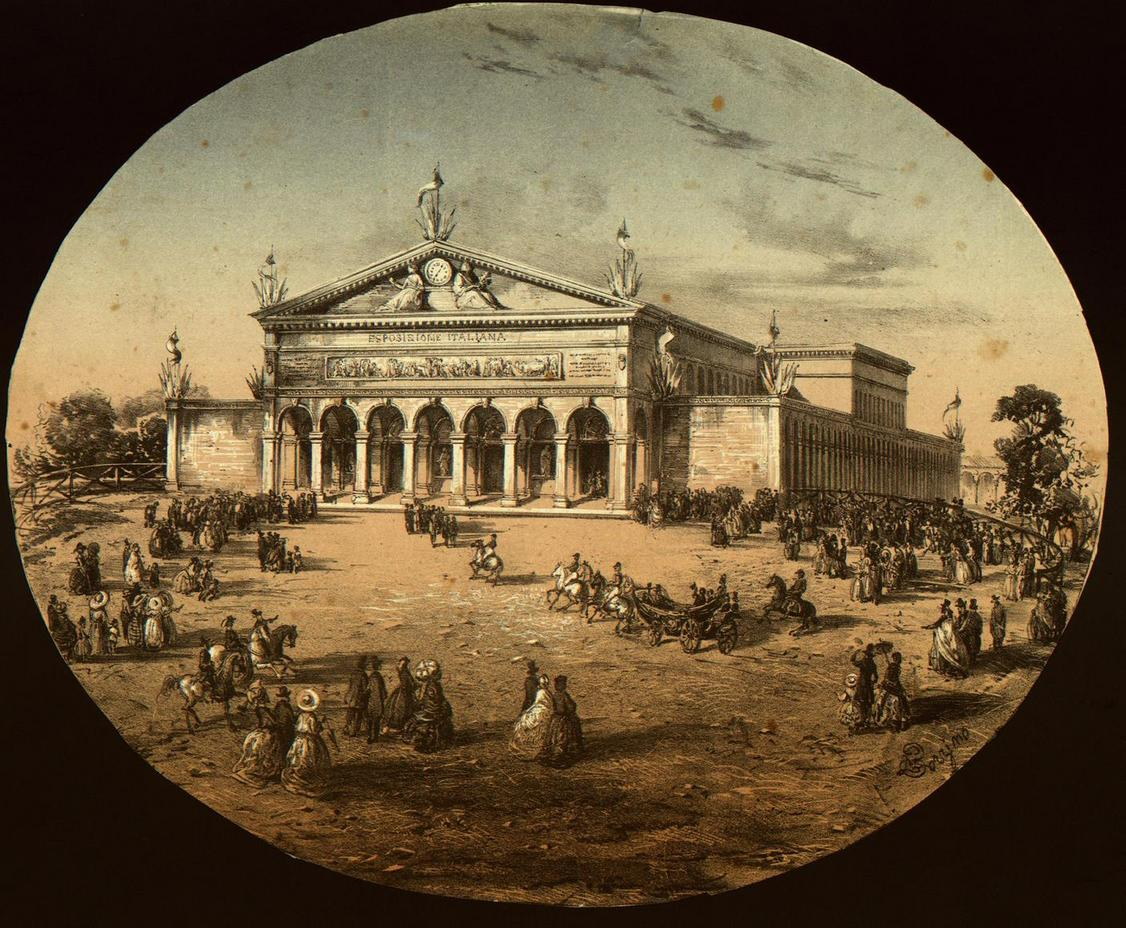
Stampa dell'Esposizione di Firenze del 1861

Il Regno di Sardegna istituì poi le "esposizioni triennali", la prima delle quali si tenne nel 1829 presso il Castello del Valentino.

### 1861: Firenze
Nel 1861, con il Regno d'Italia nacque la prima "Esposizione Nazionale", voluta da Quintino Sella, che si tenne a Firenze, alla Stazione Leopolda su progetto dall'architetto Giuseppe Martelli. Venne inaugurata dal re Vittorio Emanuele II il 15 settembre 1861 e rimase aperta fino all'8 dicembre. Era suddivisa in 24 classi con cinque chilometri di percorso, e vi parteciparono 8.533 espositori nei più disparati campi delle arti, delle scienze, dell'agricoltura e delle industrie italiane.

### 1871: Milano
Solo dieci anni dopo, nel 1871, si organizzò una rassegna dalle ambizioni nazionali, l'Esposizione industriale italiana a Milano, dedicata in particolare a prodotti tessili e alimentari, e ad alcune delle più avanzate produzioni in campo edilizio e meccanico. Qui vi furono 1.190 espositori e circa 90.000 visitatori.

### 1881: Milano

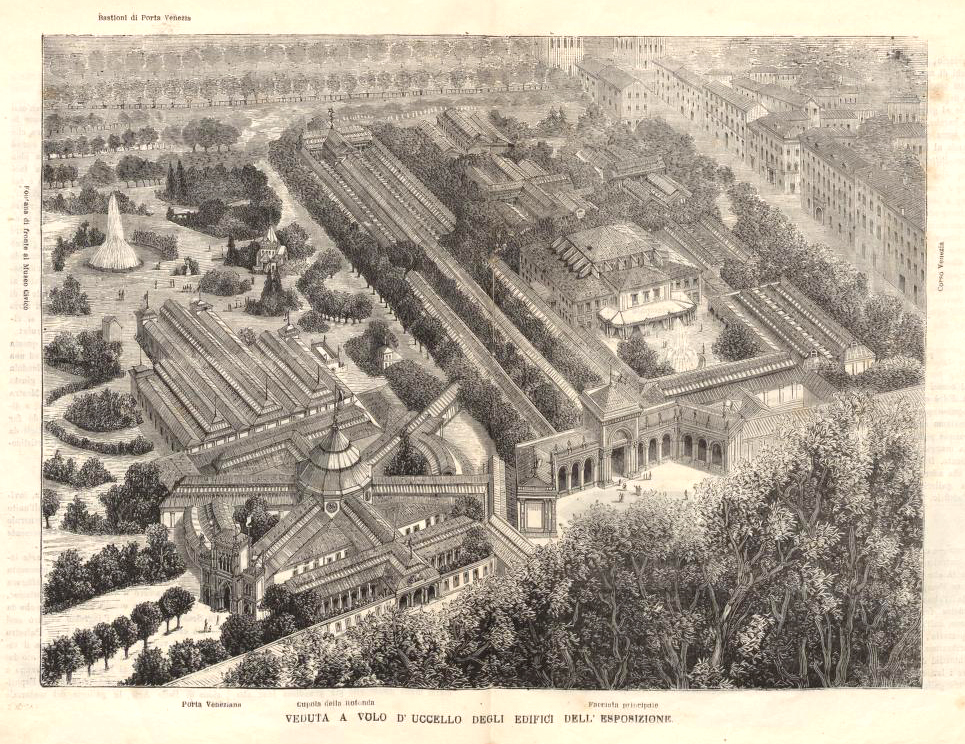
Veduta dell'Esposizione, 1881

La successiva Esposizione nazionale fu aperta ancora a Milano dal 6 maggio al primo novembre 1881 nei giardini pubblici di Porta Venezia; con 7.139 espositori, di cui 314 anche dalla Sicilia, assunse per la prima volta carattere effettivamente nazionale. Ebbe oltre un milione di visitatori e confermò Milano come capitale dell'industria italiana

### 1884: Torino
Seguì la prima Esposizione generale italiana di Torino del 1884.
Venne articolata in otto categorie: Belle arti, Produzioni scientifiche e letterarie, Didattica, Previdenza e assistenza pubblica, Industrie estrattive e chimiche, Industrie meccaniche, Industrie manifatturiere, Agricoltura e materie alimentari.

### 1891: Palermo

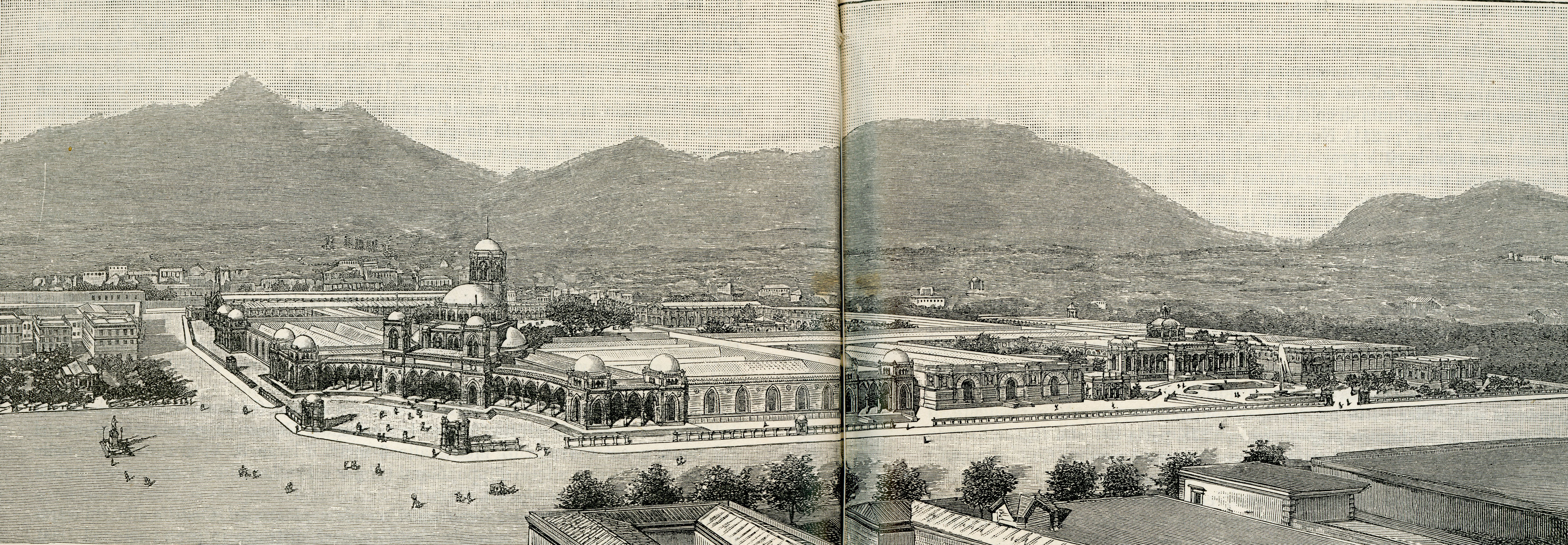
L'Esposizione nazionale di Palermo, incisione

Il 1891 vide l'inaugurazione, a Palermo, della IV Esposizione nazionale Italiana, la prima nel Mezzogiorno; fu organizzata con il sostegno di Francesco Crispi.
La mostra, i cui padiglioni furono progettati dall'architetto Ernesto Basile, venne inaugurata da re Umberto I: restò aperta dal 15 novembre 1891 al 5 giugno 1892.
Si articolava in dodici divisioni su un'area di 130.000 m², di cui 70.000 coperti; ebbe 7.000 espositori e furono emessi 1.205.000 biglietti.
Furono previsti anche una galleria delle belle arti, una mostra etnografica siciliana e una mostra sull'Eritrea italiana.
Fu realizzata anche una mostra speciale di elettricità alla quale intervennero 73 espositori, di cui 35 nazionali, 33 francesi e 5 tedeschi.

### L'esposizione del 1898
Nel 1898 vi fu un'altra Esposizione generale italiana a Torino, al cui interno era anche la Mostra internazionale di elettricità.

### L'Expo di Milano 1906
Nel 1906 è la volta della grande Esposizione internazionale di Milano, la prima in Italia, con la partecipazione di Inghilterra, Francia, Germania, Belgio, Paesi Bassi, Svizzera, Austria, ma anche le rappresentanze di Canada, Repubbliche sudamericane, Russia, Cina, Giappone.

### 1911: Torino, Roma, Firenze

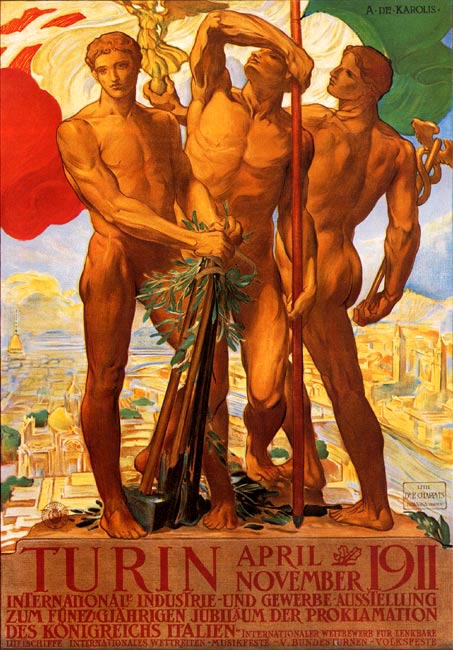
Manifesto dell'esposizione di Torino del 1911, Adolfo de Carolis

Le ultime mostre che si possono definire esposizioni nazionali si tennero nel 1911 per il cinquantenario dell'Unità d'Italia, con una serie di mostre a Torino (capitale dal 1861 al 1865), Firenze (capitale dal 1865 al 1871) e Roma (capitale dal 1871 in poi).
- Torino, con l'Esposizione internazionale, dedicata all'industria e al lavoro.[5] L'esposizione torinese, estesa 380.000 m², venne divisa in 26 gruppi a loro volta ripartiti in 167 classi. La produzione nazionale era posta accanto a quella di 22 Paesi stranieri. Ebbe oltre sette milioni di visitatori.
- Roma, con la mostra etnografica e regionale in piazza d'Armi,[6] l'esposizione internazionale di belle arti a Valle Giulia, le mostre retrospettive a Castel Sant'Angelo, la mostra del Risorgimento al Vittoriano e la mostra archeologica alle terme di Diocleziano.
- Firenze con la Mostra del ritratto italiano dalla fine del XVI secolo al 1861 a Palazzo Vecchio e l'Esposizione internazionale di floricoltura al Giardino dell'Orticoltura.